# 笑顔、このまちから
「笑顔、このまちから」（えがお このまちから）は、夏川りみの楽曲。東京都大田区の区民愛唱歌である。作詞・湯川れい子、作曲・千住明。

## 解説
大田区では1954年（昭和29年）に「大田区歌」と「大田音頭」、1977年（昭和52年）に「大田っ子の歌」などの楽曲を制定しているが、2017年（平成29年）に旧大森区と蒲田区の合併70周年を迎えるにあたり新規のイメージソングを作成する方針を公表した。作成に当たっては既存の「大田区歌」で採られた懸賞募集ではなく、歌詞に含めて欲しいフレーズを募集して寄せられた意見を基に専業の作詞家が取りまとめる手法が採用された。
歌詞中に区内の具体的な地名や名産品が一切登場しないのが特徴だが、区内の羽田空港をイメージした「青い空」「銀の翼」「飛行機」のフレーズが含まれている。なお選定の前年には中野区が既存の「中野区歌」を廃止して新区歌「未来カレンダー Forever Nakano」へ代替わりさせたが、大田区役所では「笑顔、このまちから」の作成は「大田区歌」の代替わりを目的とするものではなく今後も区歌を存続させるとしている。
選定後はカラオケへの配信やミュージックビデオの作成が行われたのをはじめ、大田区スポーツ協会では曲に合わせたストレッチ体操の普及活動を行っている。